# Ennio de Giorgi
Ennio de Giorgi (Lecce, 8 de fevereiro de 1928 — Pisa, 25 de outubro de 1996) foi um matemático italiano.